# Grand Prix Ouest-France 2013
Der Grand Prix Ouest-France 2013 war die 77. Austragung dieses Radrennens und fand am 1. September 2013 statt. Das Eintagesrennen war Teil der UCI WorldTour 2013. Die Gesamtdistanz des Rennens betrug 243 Kilometer. 
Es siegte der Italiener Filippo Pozzato aus der italienischen Mannschaft Lampre-Merida vor dem Italiener Giacomo Nizzolo aus der US-amerikanischen Mannschaft RadioShack Leopard und dem Franzose Samuel Dumoulin aus der französischen Mannschaft AG2R La Mondiale.
Für Filippo Pozzato war es der erste Sieg beim Grand Prix Ouest-France. Er war der vierte italienische Fahrer überhaupt, der den GP Ouest-France für sich entschied.

## Teilnehmer
Startberechtigt waren die 19 UCI ProTeams der Saison 2013. Zusätzlich vergab der Veranstalter Wildcards an fünf UCI Professional Continental Teams.
| ProTeams (19)- AG2R La Mondiale - Argos-Shimano - Astana - Belkin - BMC Racing Team - Cannondale Pro Cycling - Euskaltel-Euskadi - FDJ.fr - Garmin Sharp - Katusha - Lampre-Merida - Lotto-Belisol - Movistar Team - Omega Pharma-Quick Step - Orica-GreenEDGE - RadioShack-Leopard - Saxo-Tinkoff - Sky - Vacansoleil-DCM Professional Continental Teams (5)- Bretagne-Séché Environnement - Cofidis, Solutions Crédits - Team Europcar - IAM Cycling - Sojasun |
| |

## Ergebnis
| \| Gesamtwertung \| Gesamtwertung \| Gesamtwertung \| Gesamtwertung \| Gesamtwertung \| \| Fahrer \| Fahrer \| Land \| Team \| Zeit \| \| ------------- \| ---------------------- \| ------------- \| ------------------ \| --------------- \| \| 1. \| Filippo Pozzato \| Italien \| Lampre-Merida \| 5 h 59 min 54 s \| \| 2. \| Giacomo Nizzolo \| Italien \| RadioShack-Leopard \| + 0 s \| \| 3. \| Samuel Dumoulin \| Frankreich \| AG2R La Mondiale \| + 0 s \| \| 4. \| Jürgen Roelandts \| Belgien \| Lotto-Belisol \| + 0 s \| \| 5. \| Daniele Bennati \| Italien \| Saxo-Tinkoff \| + 0 s \| \| 6. \| Thor Hushovd \| Norwegen \| BMC Racing Team \| + 0 s \| \| 7. \| Elia Viviani \| Italien \| Cannondale \| + 0 s \| \| 8. \| Francisco José Ventoso \| Spanien \| Movistar Team \| + 0 s \| \| 9. \| Borut Božič \| Slowenien \| Astana \| + 0 s \| \| 10. \| John Degenkolb \| Deutschland \| Argos-Shimano \| + 0 s \| |                        |             |                    |                 |
| |                        |             |                    |                 |
| Quelle: ProCyclingStats |                        |             |                    |                 |
| Gesamtwertung |                        |             |                    |                 |
| Fahrer | Fahrer                 | Land        | Team               | Zeit            |
| 1. | Filippo Pozzato        | Italien     | Lampre-Merida      | 5 h 59 min 54 s |
| 2. | Giacomo Nizzolo        | Italien     | RadioShack-Leopard | + 0 s           |
| 3. | Samuel Dumoulin        | Frankreich  | AG2R La Mondiale   | + 0 s           |
| 4. | Jürgen Roelandts       | Belgien     | Lotto-Belisol      | + 0 s           |
| 5. | Daniele Bennati        | Italien     | Saxo-Tinkoff       | + 0 s           |
| 6. | Thor Hushovd           | Norwegen    | BMC Racing Team    | + 0 s           |
| 7. | Elia Viviani           | Italien     | Cannondale         | + 0 s           |
| 8. | Francisco José Ventoso | Spanien     | Movistar Team      | + 0 s           |
| 9. | Borut Božič            | Slowenien   | Astana             | + 0 s           |
| 10. | John Degenkolb         | Deutschland | Argos-Shimano      | + 0 s           |